# Plouzélambre
Plouzélambre [pluzelɑ̃bʁ] est une commune trégorroise du département des Côtes-d'Armor, dans la région Bretagne, en France.

## Géographie
Plouzélambre surplombe le ruisseau Roscoat, qui le sépare de Tréduder et Lanvellec. Au nord et à l'est, la commune est voisine de Saint-Michel-en-Grève, Ploumilliau, Kéraudy et Plouaret.
|          | Saint-Michel-en-Grève | Ploumilliau |
| Tréduder | Plouzélambre          |             |
|          | Lanvellec             | Plouaret    |

### Hydrographie
Pour un article plus général, voir Réseau hydrographique des Côtes-d'Armor.
La commune est située dans le bassin Loire-Bretagne. Elle est drainée par le Roscoat,.
Le Roscoat, d'une longueur de 13 km, prend sa source dans la commune de Lanvellec et se jette  dans la Manche à Tréduder, après avoir traversé cinq communes. 

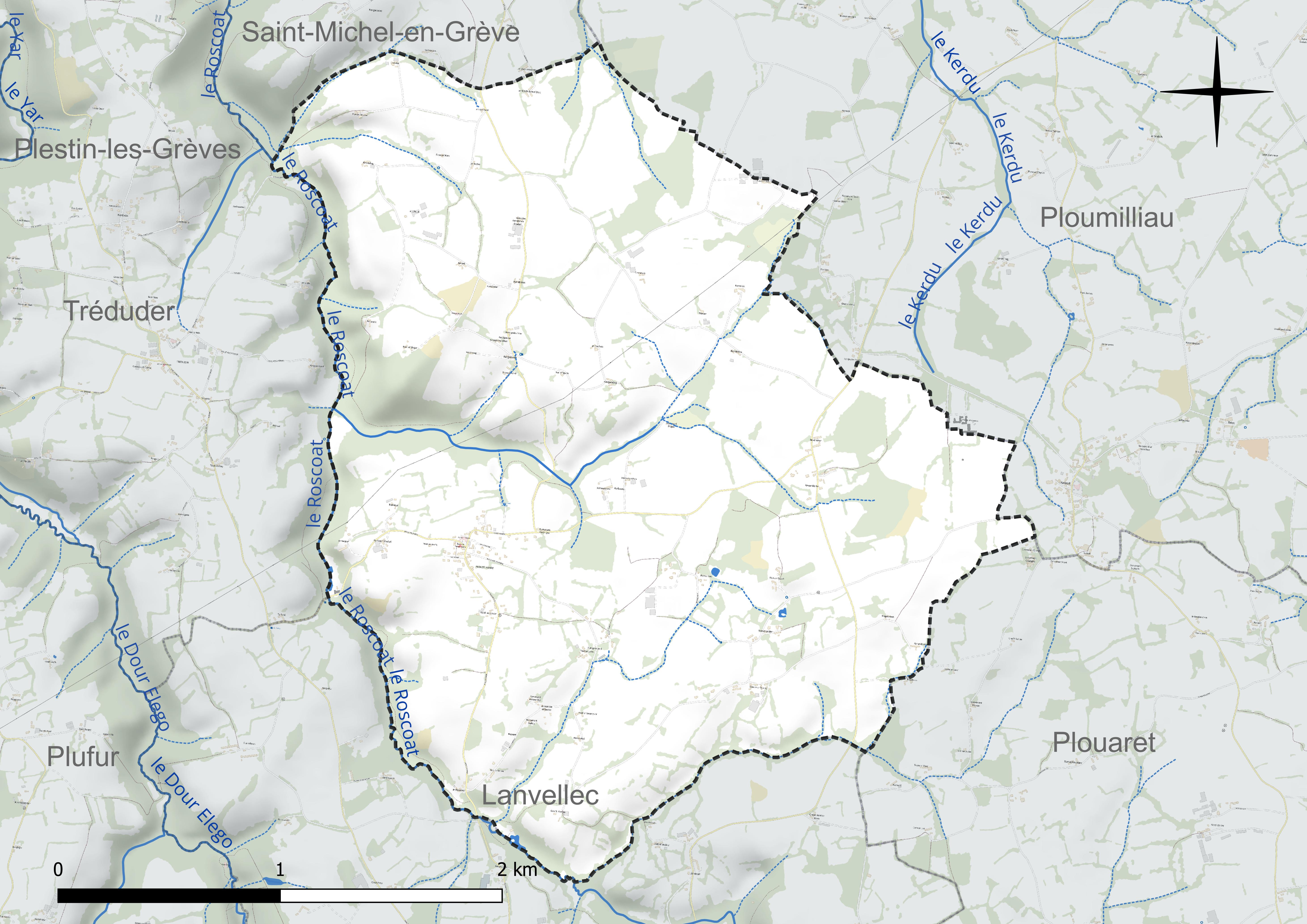
Réseau hydrographique de Plouzélambre.

### Climat
Pour des articles plus généraux, voir Climat de la Bretagne et Climat des Côtes-d'Armor.
En 2010, le climat de la commune est de type climat océanique franc, selon une étude du CNRS s'appuyant sur une série de données couvrant la période 1971-2000. En 2020, Météo-France publie une typologie des climats de la France métropolitaine dans laquelle la commune est exposée à un climat océanique et est dans la région climatique Finistère nord, caractérisée par une pluviométrie élevée, des températures douces en hiver (6 °C), fraîches en été et des vents forts. Parallèlement l'observatoire de l'environnement en Bretagne publie en 2020 un zonage climatique de la région Bretagne, s'appuyant sur des données de Météo-France de 2009. La commune est, selon ce zonage, dans la zone « Intérieur  », exposée à un climat médian, à dominante océanique.
Pour la période 1971-2000, la température annuelle moyenne est de 10,9 °C, avec une amplitude thermique annuelle de 10,3 °C. Le cumul annuel moyen de précipitations est de 926 mm, avec 15 jours de précipitations en janvier et 7,9 jours en juillet. Pour la période 1991-2020, la température moyenne annuelle observée sur la station météorologique la plus proche, située sur la commune de Lannion à 12 km à vol d'oiseau, est de 11,6 °C et le cumul annuel moyen de précipitations est de 929,5 mm,. Pour l'avenir, les paramètres climatiques de la commune estimés pour 2050 selon différents scénarios d'émission de gaz à effet de serre sont consultables sur un site dédié publié par Météo-France en novembre 2022.

## Urbanisme

### Typologie
Au 1er janvier 2024, Plouzélambre est catégorisée commune rurale à habitat très dispersé, selon la nouvelle grille communale de densité à 7 niveaux définie par l'Insee en 2022.
Elle est située hors unité urbaine. Par ailleurs la commune fait partie de l'aire d'attraction de Lannion, dont elle est une commune de la couronne,. Cette aire, qui regroupe 40 communes, est catégorisée dans les aires de 50 000 à moins de 200 000 habitants,.

### Occupation des sols
L'occupation des sols de la commune, telle qu'elle ressort de la base de données européenne d’occupation biophysique des sols Corine Land Cover (CLC), est marquée par l'importance des territoires agricoles (92,9 % en 2018), une proportion identique à celle de 1990 (92,9 %). La répartition détaillée en 2018 est la suivante :
zones agricoles hétérogènes (68,3 %), terres arables (24,7 %), forêts (7,1 %). L'évolution de l’occupation des sols de la commune et de ses infrastructures peut être observée sur les différentes représentations cartographiques du territoire : la carte de Cassini (XVIIIe siècle), la carte d'état-major (1820-1866) et les cartes ou photos aériennes de l'IGN pour la période actuelle (1950 à aujourd'hui).

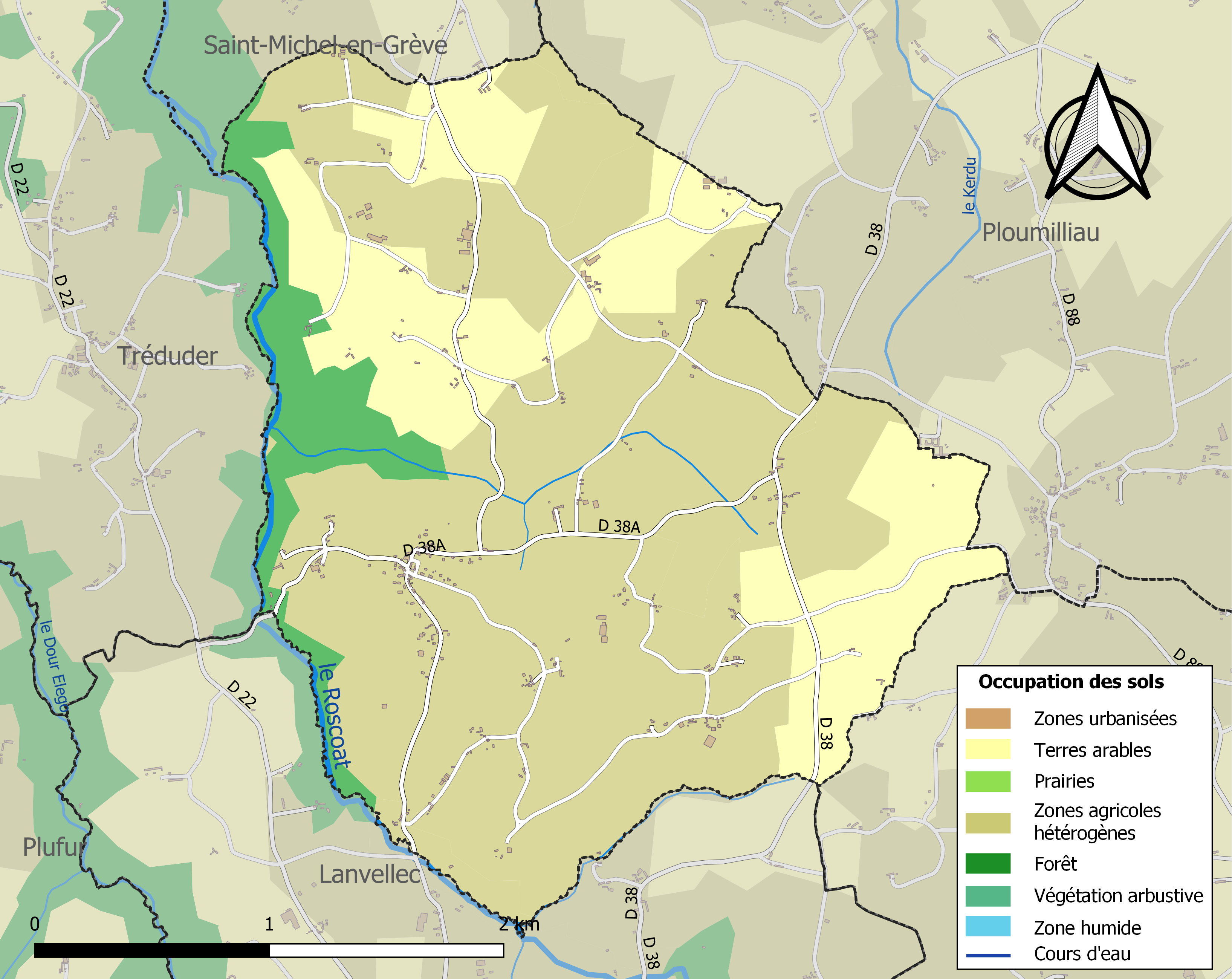
Carte des infrastructures et de l'occupation des sols de la commune en 2018 (CLC).

## Toponymie
Le nom de la localité est attesté sous les formes Ploeselembr fin du XIVe siècle, Ploesellembre en 1426 et en 1444, Ploeselembre en 1440, Plouzelempre aux XVIIe et XVIIIe siècles, Plouzelembre en 1731.
Plouzélambre est pour Ploe-selembre et signifie « paroisse de selembre ».
« Patron de l'église, saint Sylvestre a de toute évidence remplacé l'éponyme de la paroisse qu'on peut supposer être, d'après les graphies anciennes, un saint du nom très énigmatique de *Selembre ».

## Histoire

### LeXXesiècle

#### La Première Guerre mondiale
Le monument aux morts fait état de 36 soldats morts pour la France.

#### La Seconde Guerre mondiale
Aucun mort au combat n'est répertorié pour la Seconde Guerre mondiale.

## Politique et administration

### Rattachements administratifs et électoraux
Rattachements administratifs
La commune se trouve dans l'arrondissement de Lannion du département des Côtes-d'Armor.
Elle était depuis 1793 incluse dans le  canton de Plestin-les-Grèves. Dans le cadre du redécoupage cantonal de 2014 en France, cette circonscription administrative territoriale a disparu, et le canton n'est plus qu'une circonscription électorale.
Rattachements électoraux
Pour les élections départementales, la commune fait partie depuis 2014 d'un nouveau  canton de Plestin-les-Grèves
Pour l'élection des députés, elle fait partie de la quatrième circonscription des Côtes-du-Nord.

### Intercommunalité
Plouzélambre est membre de la communauté d'agglomération dénommée  Lannion-Trégor Communauté, un établissement public de coopération intercommunale (EPCI) à fiscalité propre créé en 1995 et auquel la commune a transféré un certain nombre de ses compétences, dans les conditions déterminées par le code général des collectivités territoriales.

### Liste des maires
| Période                                  | Période                       | Identité      | Étiquette | Qualité |
| ---------------------------------------- | ----------------------------- | ------------- | --------- | --- |
| Les données manquantes sont à compléter. |                               |               |           | |
| 1977                                     | 1989                          | Jean Nicolas  |           | |
| 1989                                     | 2008                          | Robert Creuze |           | |
| mars 2008                                | En cours (au 23 juillet 2020) | André Coënt   | PS        | Ingénieur Conseiller général puis départemental de Plestin-lès-Grèves (2011 → ) Vice-président de la CA Lannion-Trégor Communauté (2017 → ) Réélu pour le mandat 2020-2026, |

## Démographie
L'évolution du nombre d'habitants est connue à travers les recensements de la population effectués dans la commune depuis 1793. Pour les communes de moins de 10 000 habitants, une enquête de recensement portant sur toute la population est réalisée tous les cinq ans, les populations de référence des années intermédiaires étant quant à elles estimées par interpolation ou extrapolation. Pour la commune, le premier recensement exhaustif entrant dans le cadre du nouveau dispositif a été réalisé en 2006.

En 2022, la commune comptait 202 habitants, en évolution de −14,04 % par rapport à 2016 (Côtes-d'Armor : +1,78 %, France hors Mayotte : +2,11 %).
| 1793 | 1800 | 1806 | 1821 | 1831 | 1836 | 1841 | 1846 | 1851 |
| ---- | ---- | ---- | ---- | ---- | ---- | ---- | ---- | ---- |
| 657  | 649  | 579  | 635  | 736  | 751  | 761  | 813  | 802  |

| 1856 | 1861 | 1866 | 1872 | 1876 | 1881 | 1886 | 1891 | 1896 |
| ---- | ---- | ---- | ---- | ---- | ---- | ---- | ---- | ---- |
| 792  | 854  | 832  | 799  | 824  | 723  | 694  | 658  | 621  |

| 1901 | 1906 | 1911 | 1921 | 1926 | 1931 | 1936 | 1946 | 1954 |
| ---- | ---- | ---- | ---- | ---- | ---- | ---- | ---- | ---- |
| 627  | 645  | 614  | 532  | 471  | 408  | 384  | 337  | 282  |

| 1962 | 1968 | 1975 | 1982 | 1990 | 1999 | 2006 | 2011 | 2016 |
| ---- | ---- | ---- | ---- | ---- | ---- | ---- | ---- | ---- |
| 281  | 241  | 216  | 231  | 208  | 217  | 210  | 223  | 235  |

| 2021 | 2022 | - | - | - | - | - | - | - |
| ---- | ---- | - | - | - | - | - | - | - |
| 214  | 202  | - | - | - | - | - | - | - |

## Culture locale et patrimoine

### Lieux et monuments
- L'église Saint-Sylvestre du XVe - XVIe siècle, classée en 1993 au titre des monuments historiques[27] avec le calvaire, l'enceinte du cimetière, l'ossuaire du XVe siècle. La commune de Plouzélambre s'est fortement investie dans la restauration et la mise en valeur de l'ossuaire (refait en 1995) et de l'église (refaite de 1999 à 2001[réf. souhaitée]) ;
- L'oratoire de Saint-Sylvestre - (XVIIe siècle), classé en 1930 au titre des monuments historiques[28] ;
- La fontaine Saint-Sylvestre - (XVIe siècle), classée en 1930 au titre des monuments historiques[29] ;
- La croix de Saint-Martin (XVIIIe siècle), inscrite au titre des monuments historiques[30] ;
- La chapelle Saint Mélar (XVIIe siècle) ;
- Le manoir de Kerbavé (XVe - XVIe siècle) ;
- Le château de Kerveguen (XVIe - XVIIe siècle).

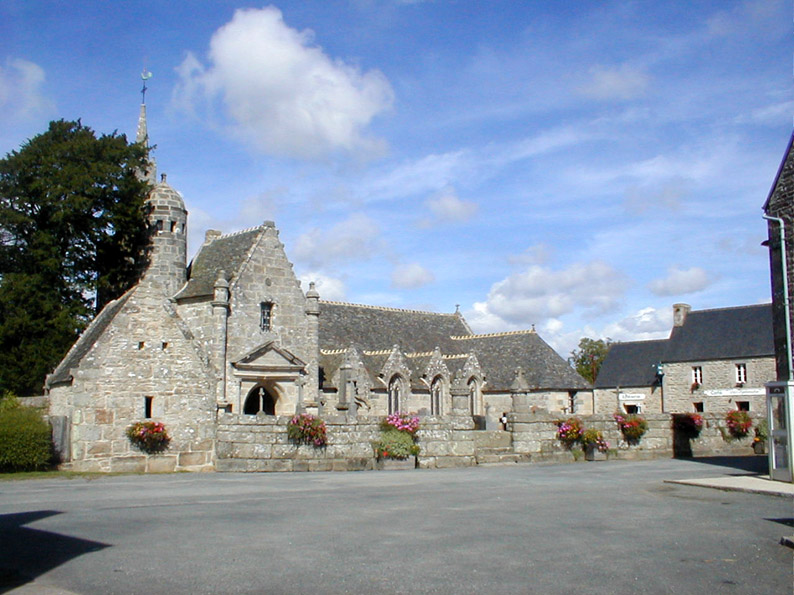
L'église
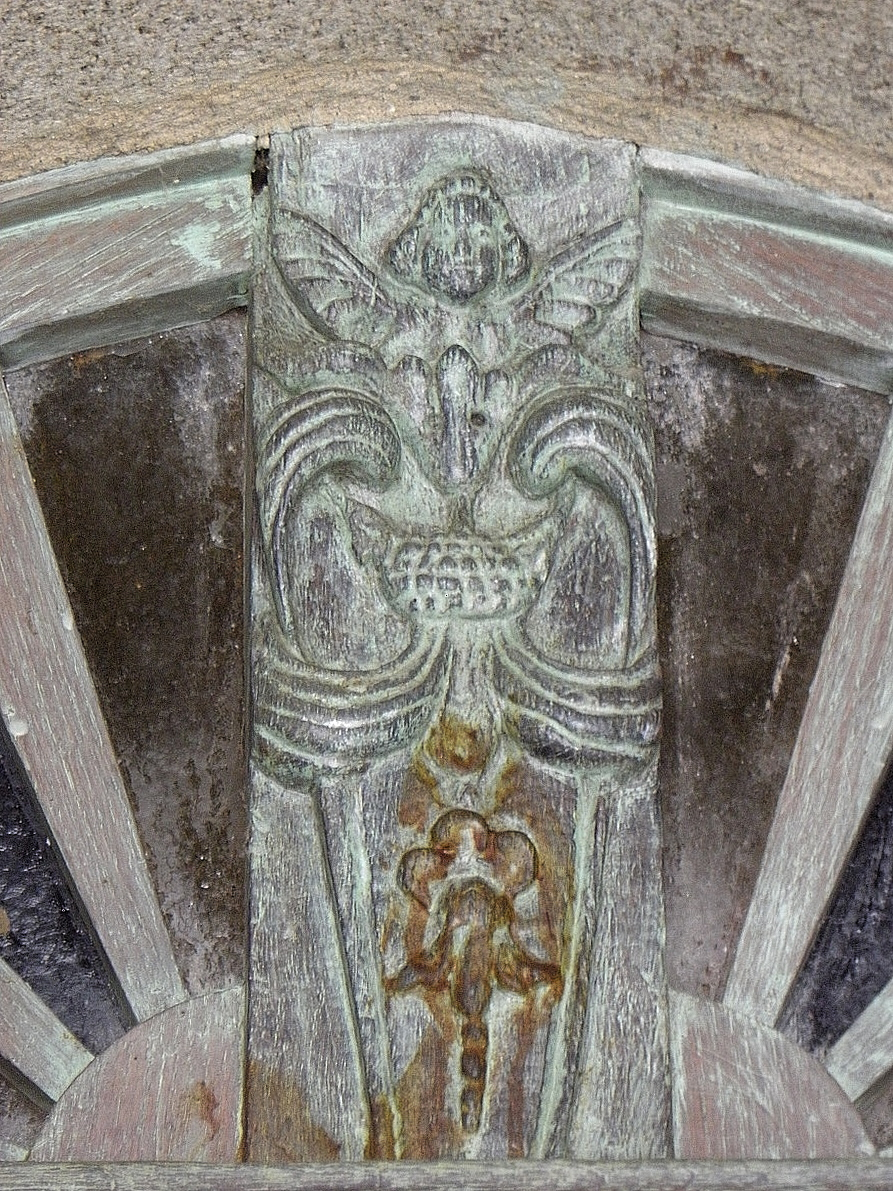
Détail de la porte du porche sud de l'église
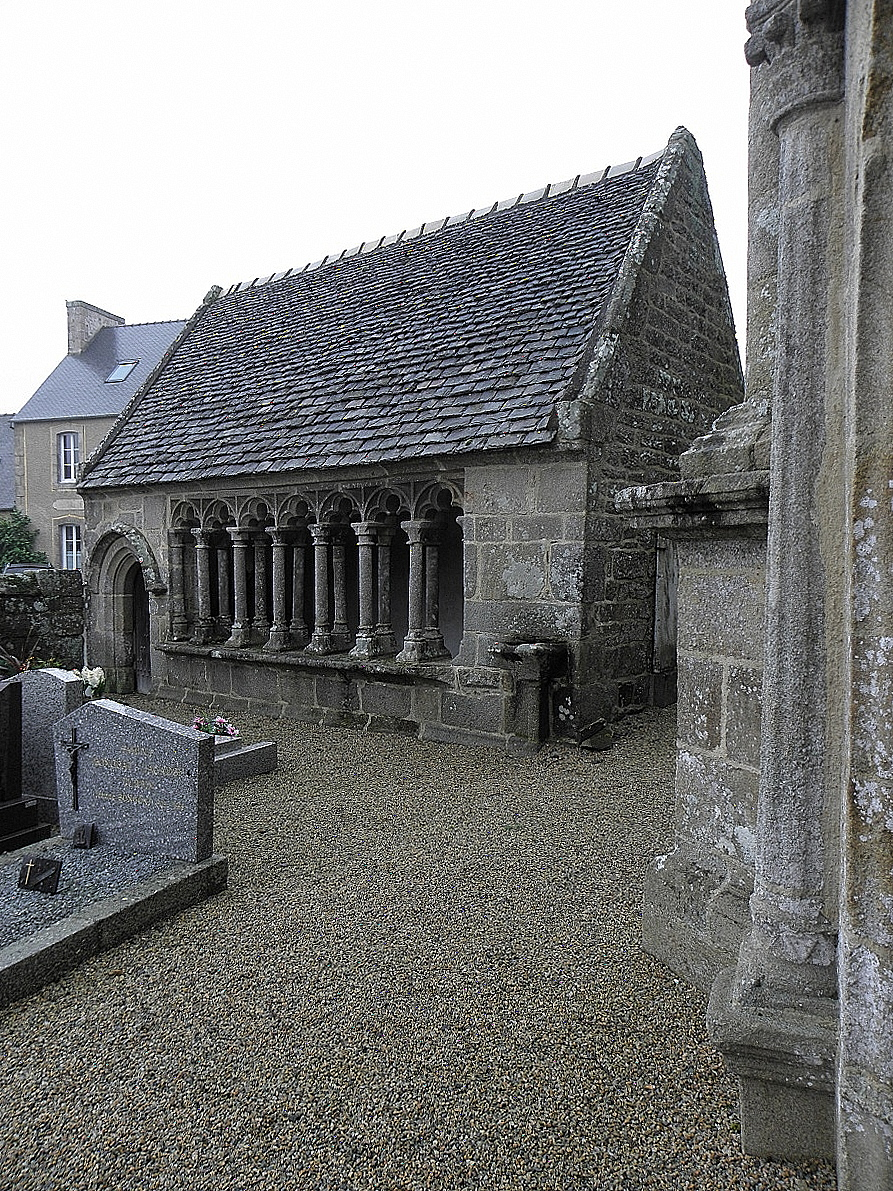
L'ossuaire de l'enclos paroissial.
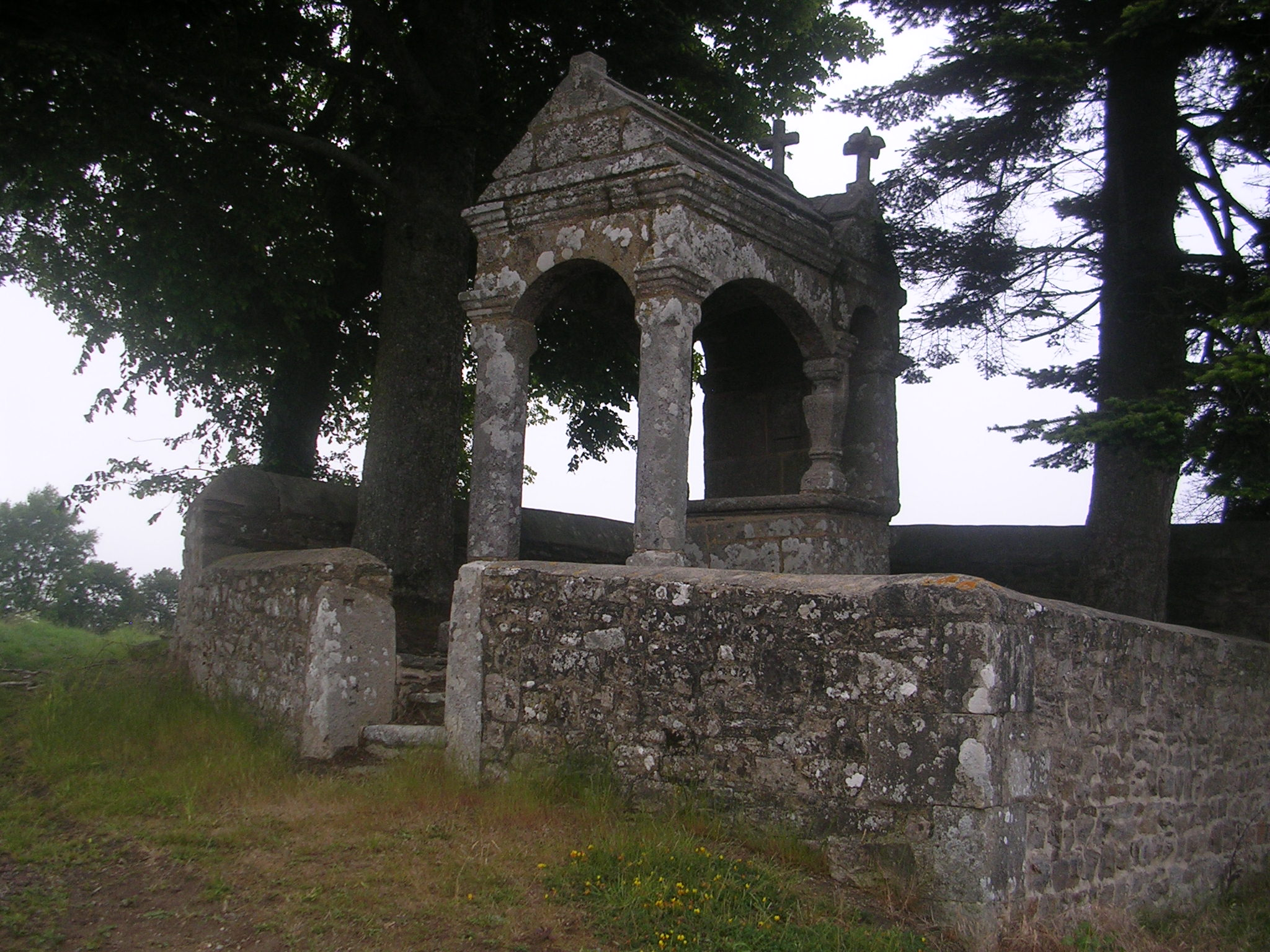
L'oratoire Saint-Sylvestre.
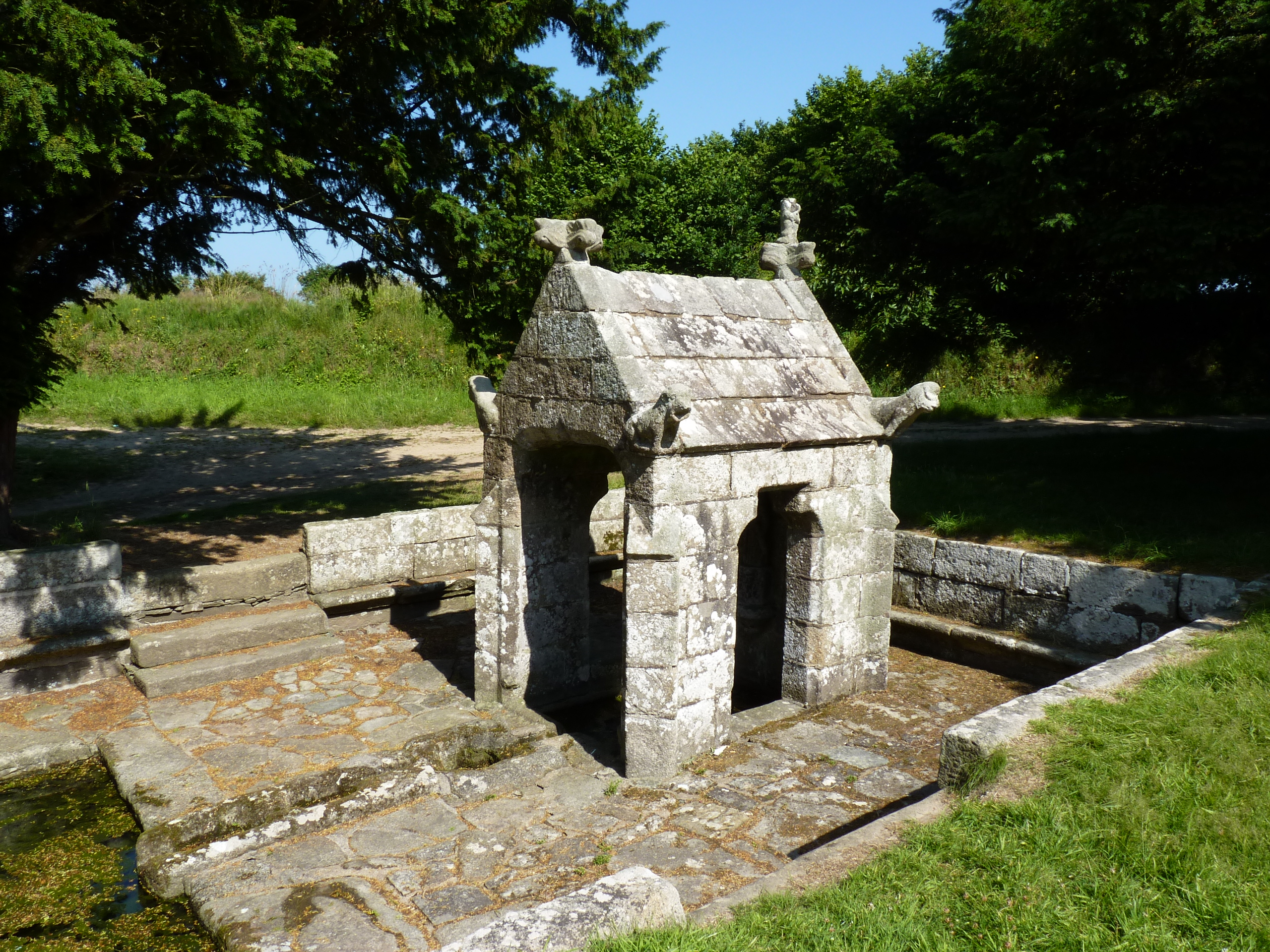
La fontaine Saint-Sylvestre.
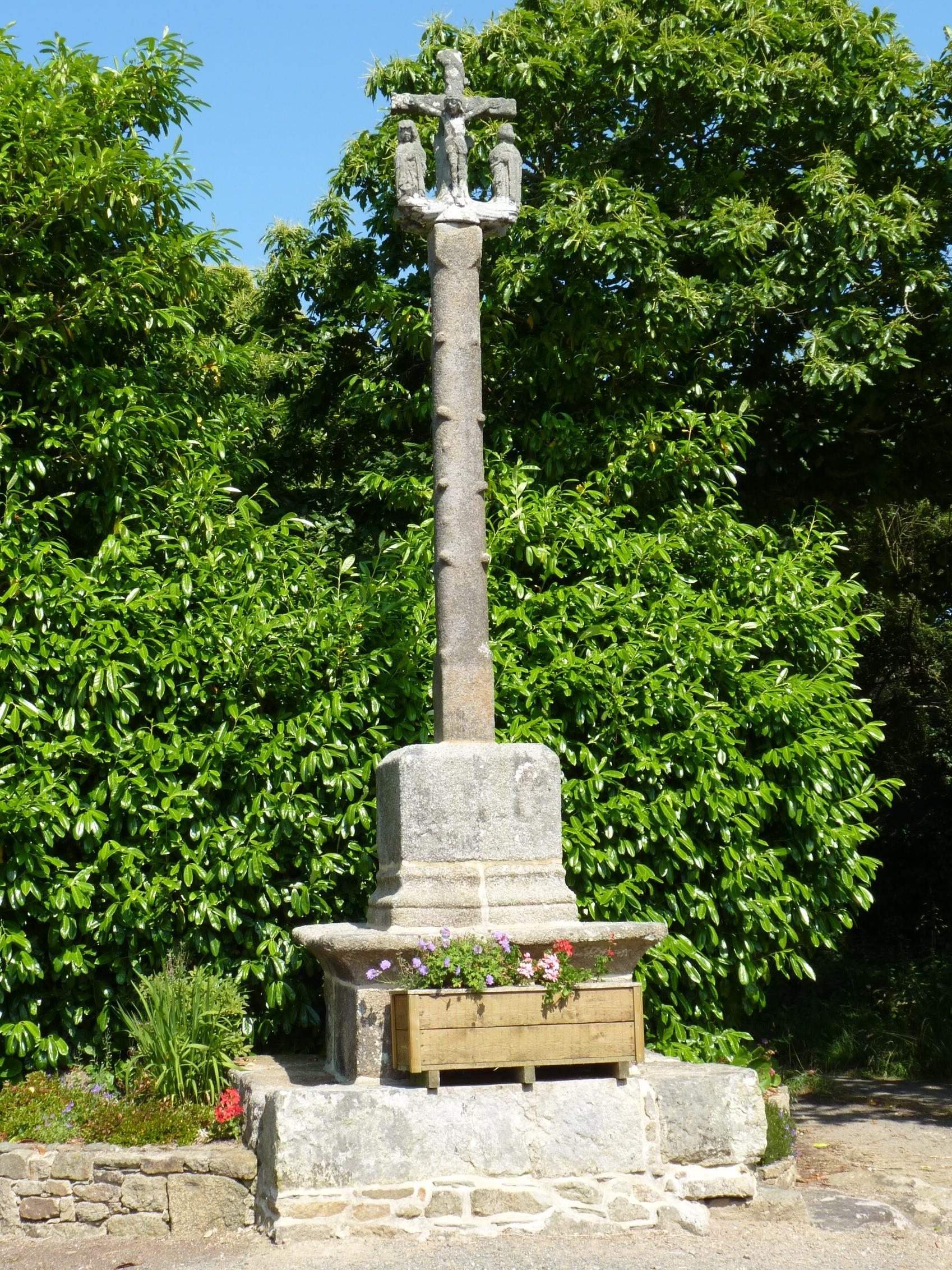
La croix de Saint-Martin.
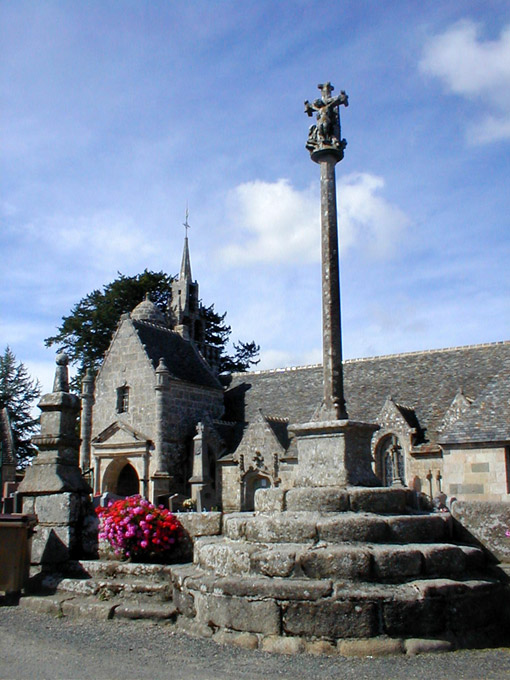
Calvaire au cimetière